# Frédéric Kanouté
Frédéric Oumar Kanouté (Sainte Foy lès Lyon, 2 de setembro de 1977) é um ex-futebolista franco-malinês que atuava como centroavante. Atualmente comanda os juniores do Sevilla, clube da qual é ídolo e é o quarto maior artilheiro, com 136 gols.

## Carreira

### Lyon
Kanouté foi revelado pelo Lyon, de seu país natal. No Lyon, teve uma passagem ofuscada devido às poucas chances no time titular. Em quatro anos no clube, atuou em apenas 40 partidas pela Ligue 1. Em 2000, chamou a atenção do futebol inglês, sendo disputado por clubes como Charlton Athletic e Aston Villa.

### West Ham e Tottenham
Porém, quem venceu a disputa foi o modesto West Ham, que estava a procura de um atacante. Na Premier League, também não encontrou seu espaço e permaneceu por três anos na equipe até ser contratado pelo Tottenham no dia 5 de agosto de 2003, por £5,25 milhões de euros.
Marcou seu primeiro gol pelos Spurs logo em sua estreia, contra o Leeds United, após ter entrado no lugar do centroavante Bobby Zamora. Porém, teve uma passagem ainda mais frustrante do que no West Ham, permanecendo por pouco mais de uma temporada, atuando em 60 partidas e marcando apenas 14 gols.

### Sevilla
Kanouté foi anunciado oficialmente pelo Sevilla no dia 17 de agosto de 2005, contratado por 6,5 milhões de euros. Por ser muçulmano, e por conta de as leis do Islamismo não permitirem que seus seguidores possam se beneficiar de empréstimos, o Sevilla precisou fazer uma camisa personalizada para o atacante, uma vez que o clube era patrocinado pelo site de jogatina 888.com, e o jogador estaria quebrando uma das regras se usasse o uniforme com a marca estampada.
Entrou como substituto no intervalo da grande final da Copa da UEFA de 2005–06, contra o Middlesbrough, no lugar do argentino Javier Saviola. Marcou um gol aos 89 minutos, fechando o placar de 4 a 0 para os espanhóis, que golearam os ingleses e conquistaram o torneio.
A temporada de 2006–07 revelou-se mais produtiva para o malinês, o que lhe rendeu muitos elogios. Foi fundamental na conquista da Copa do Rei, onde o Sevilla venceu o Getafe por 1 a 0 na final, assim como na Copa da UEFA e na La Liga. Novamente ele marcou na final da competição europeia, mais uma vez na prorrogação, no dia 16 de maio de 2007, que terminou com a vitória do Sevilla sobre o Espanyol nos pênaltis, após um empate por 2 a 2 até o final da prorrogação. Kanouté foi mais uma vez importante nas disputas de pênaltis, convertendo o primeiro da sequência. Pelo Campeonato Espanhol, o Sevilla terminou na terceira colocação, apenas cinco pontos atrás do campeão Real Madrid.
Na temporada 2009–10, Kanouté recebeu dois cartões amarelos logo no primeiro jogo, contra o Valencia, sendo expulso e regredindo ainda mais na sua busca pela vaga entre os onze titulares. Com isso, perdeu espaço na equipe comandada por Manolo Jiménez.

### Beijing Guoan
Após deixar o Sevilla, no dia 30 de junho de 2012 assinou por duas temporadas com o Beijing Guoan, da China.

### Aposentadoria
Se aposentou no final da temporada chinesa em 2013. Em agosto de 2015 foi anunciado como novo treinador do time juvenil do Sevilla.

## Seleção Nacional
Kanouté tem dupla nacionalidade, assim podendo escolher entre as Seleções da França ou de Mali. Prevendo que teria poucas chances nos Bleus, disputando vaga com Thierry Henry, David Trezeguet e outros, optou pela Seleção Malinesa.
Estreou em 2004 por Mali. Atuou durante seis anos pela Seleção e anunciou sua aposentadoria desta no dia 21 de janeiro de 2010, após a eliminação na primeira fase da Copa das Nações Africanas. Atuou em 38 partidas pela Seleção, marcando 23 gols.

## Títulos
Sevilla
- Copa da UEFA: 2005–06 e 2006–07
- Supercopa da UEFA: 2006
- Copa do Rei: 2006–07 e 2009–10
- Supercopa da Espanha: 2007

### Prêmios individuais
- Futebolista Africano do Ano: 2007[11]